# Krasne (obwód winnicki)
Krasne (ukr. Красне) – wieś na Ukrainie w rejonie kuryłowieckim obwodu winnickiego.